# Ofiara Joachima
Ofiara Joachima – fresk autorstwa Giotto di Bondone namalowany ok. 1305 roku dla kaplicy Scrovegnich w Padwie.
Jeden z 40 fresków namalowanych przez Giotta w kaplicy Scrovegnich należący do cyklu scen przedstawiających życie Joachima i Anny, rodziców Marii oraz Chrystusa. Historia rodziców Marii i jej samej pochodziła głównie z trzynastowiecznej Złotej legendy autorstwa Jakuba de Voragine'a oraz z Protoewangelii Jakuba z II wieku. Po otrzymaniu nowiny od anioła, dotyczącej brzemienności Anny, Joachim postanowił złożyć ofiarę dziękczynną Bogu: 

I natychmiast opuścił [pustynię] Joachim, i zawołał pasterzy, i rzekł do nich: "Przywiedźcie mi tu dziesięć jagniąt bez skazy i czystych: te dziesięć baranków będzie dla Pana Boga. I przywiedźcie mi dwanaście cieląt młodziutkich, te dwanaście cieląt będzie dla kapłanów i rady starszych. I sto kóz, i będzie te sto kóz dla całego ludu"  (ProtEwJk 4 44-46)

.
Giotto umieścił scenę w surowym górskim krajobrazie. W centralnej części znajduje się klęczącą postać Joachima. Jego sylwetka przedstawiona jest równolegle do zbocza skały, a wznosząca się skała z lewej strony podkreśla jego pozycję. Po obu stronach znajdują się postacie pasterza i prawdopodobnie anioła. Pomiędzy nimi pasą się owce. Artysta tradycyjnie niezmiernie szczegółowo odtworzył kilka elementów fresku m.in. buty pasterza, bogate szaty anioła czy szkielet zwierzęcia na ołtarzu dziękczynnym. Na górze fresku widać dłoń Boga.